# Liste der Biografien/Gruc
Liste der Biografien |
Portal Biografien |
Personensuche
# |
A |
B |
C |
D |
E |
F |
G |
H |
I |
J |
K |
L |
M |
N |
O |
P |
Q |
R |
S |
T |
U |
V |
W |
X |
Y |
Z |
?
 
Ga |
Gb |
Gc |
Gd |
Ge |
Gf |
Gh |
Gi |
Gj |
Gk |
Gl |
Gm |
Gn |
Go |
Gp |
Gq |
Gr |
Gs |
Gu |
Gv |
Gw |
Gy |
Gz
 
Gra |
Grb–Grd |
Gre |
Grg |
Gri |
Grj |
Grk |
Grl |
Grm |
Gro |
Grs |
Gru |
Gry |
Grz
 
Grua |
Grub |
Gruc |
Grud |
Grue |
Gruf |
Grug |
Gruh |
Grui |
Gruj |
Grul |
Grum |
Grun |
Gruo |
Grup |
Grus |
Grut |
Gruv |
Gruw |
Gruy |
Gruz
Die Liste der Biografien führt alle Personen auf, die in der deutschsprachigen Wikipedia einen Artikel haben. Dieses ist eine Teilliste mit 11 Einträgen von Personen, deren Namen mit den Buchstaben „Gruc“ beginnt.

## Gruc

### Gruca
- Gruca, Dorota (* 1970), polnische Langstreckenläuferin

### Grucc
- Grucci, Felix (* 1951), US-amerikanischer Politiker

### Gruch
- Gruchała, Sylwia (* 1981), polnische Florettfechterin
- Gruchalla, Florian von (* 1989), deutscher Handballspieler
- Gruchalla-Wesierski, Kasia (* 1991), kanadische Ruderin
- Gruchet, André (1933–2015), französischer Bahnradsportler
- Gruchet, Harry (1931–2013), französischer Museumskurator und Naturschützer
- Gruchmann, Jakob (* 1991), österreichischer KomponistJakob Gruchmann (* 1991)

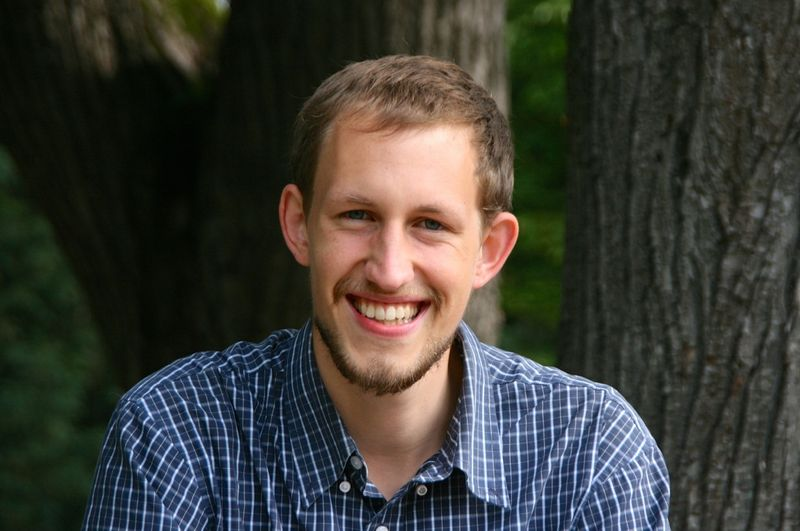
Jakob Gruchmann (* 1991)

- Gruchmann, Lothar (1929–2015), deutscher Historiker und Politologe
- Gruchot, Heinz (1918–1994), deutscher Maler
- Gruchot, Julius Albert (1805–1879), deutscher Rechtswissenschaftler und Jurist